# Alger (Ohio)
Alger falu Hardin megyében, a 235-ös út mellett helyezkedik el 4 mérföldre (6,4 km-re) Adától Ohio államban, az Amerikai Egyesült Államokban. Az Egyesült Államok Népszámlálási Hivatala szerint 2010-ben a falu lakossága 860 fő volt, összterülete pedig 0,28 négyzetmérföldön (0,73 km²-en) fekszik.

## Demográfiai adatok

### 2000. évi népszámlálás
A 2000. évi népszámlálási adatok szerint Alger lakónépessége 888 fő, a háztartások száma 371, és 251 család él a faluban. Alger népsűrűsége 1268,57 fő/km². A lakások száma 402, km²-ként 574 lakás. Alger lakónépességének 99,44%-a fehér, 0,11%-a indián és 0,45%-a legalább kettő rasszba tartozik.

### 2010. évi népszámlálás
A 2010. évi népszámlálás adatai szerint 860 fő, 347 háztartás és 232 család tartózkodik a faluban. Népsűrűsége 1,185,9 lakos/km².

A falu faji összetételét tekintve 97,2% fehér, 0,2% afroamerikai, 0,5% indián, 0,1% ázsiai, 0,1% más, továbbá 1,9% két vagy több rasszú.
A 347 háztartás 34,3%-nak van 18 év alatti kiskorú, vele élő gyermeke, 46,4%-a volt együtt élő házaspár, a háztartások 17,3%-a volt egyedülálló nő, 3,2%-a egyedülálló férfi, és 33,1%-a nem családos.
A háztartások átlagos mérete 2,48, a család átlagos mérete 3,00 fő.
A falu átlag életkora 37,1 év, a lakosság 26,7%-a 18 év alatti, 18-24 között 6,5%, 24-44 év között 28,3%, 45-64 között 23,7% és 65 év felett 14,8%. A nemek arányát tekintve 46,2% férfi és 53,8%-a nő.

## Nevezetes személyek
- Itt született 1908. február 23-án Ray Brown baseballjátékos.